# Dita Von Teese
Dita Von Teese (nacida Heather Renée Sweet; Rochester, Míchigan, 28 de septiembre de 1972) es una modelo erótica, actriz y vedette estadounidense.

## Biografía

### Infancia y adolescencia
Fascinada con el cine clásico de la década de 1940 que conoció gracias a su madre, desde muy pequeña tuvo el deseo de imitar el encanto de las celebridades de entonces como Hedy Lamarr o su preferida, Betty Grable. A los 12 años se mudó al condado de Orange, California con sus padres y sus dos hermanas. Pasó algunos años estudiando ballet, ya que su primera vocación fue la de bailarina. Sin embargo, después lo dejaría para trabajar en una tienda de lencería cuando aún era adolescente. Este hecho, unido a las revistas Playboy de su padre, que asegura leía a escondidas, le produjo una fascinación hacia la lencería y la moda retro y poco después empezó a coleccionar ropa, joyas y toda suerte de objetos vintage, principalmente lencería y corsés.

### Carrera

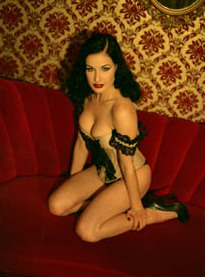
Dita Von Teese durante una sesión fotográfica.

A los 19 años empezó a trabajar en un club de estriptis local y abandonó la universidad porque "ya estaba trabajando en lo que quería". Tras experimentar con drogas en dicho local durante unos años tuvo que ponerse implantes de silicona en los pechos ya que, según dijo, las drogas los habían hecho desaparecer y, aconsejada por un amigo, se trasladó a otro local de mejor calidad. Allí, sus guantes y corsés estilo retro llamaron la atención de la revista Playboy, para la que posó poco después, rebautizada 'Dita' por la actriz alemana Dita Parlo y 'Von Teese' tras buscar apellidos en una guía telefónica (originalmente era Von Treese pero se imprimió mal). Aun así, Dita ha dicho en varias ocasiones que Playboy no la descubrió, sino que fue ella quien hizo lo posible para salir en la revista.
En 1991 vio una imagen de Bettie Page y se dispuso a utilizar un estilo muy similar para sus propias sesiones de fotos, tiñéndose el pelo de negro (es rubia natural) y cortándose el flequillo como la famosa pin-up. Años después cambiaría este estilo por uno más moderado al ser criticada y acusada de copiar el estilo de Bettie Page, lo que incluso le costó perder varios proyectos profesionales.

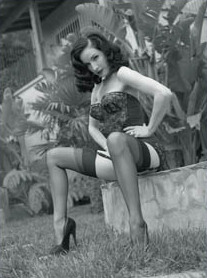
Dita posando para una sesión.

Su carrera en el burlesque comenzó en 1993 y desde entonces ha cosechado un gran éxito, sobre todo con un conocido número en el que se sumerge en una copa de martini gigante. Además, ha colaborado en varias ocasiones con otra bailarina de neo-burlesque, Catherine D´Lish, diseñadora de la mayoría de vestidos, corsés y accesorios que Dita luce en sus shows. Dita también es conocida por su pasado en películas pornográficas, como Pin-Ups 2, de Andrew Blake, acompañada entre otras por Anita Blonde; Decadence, también de Blake, donde aparece en una corta escena de masturbación, o Slick City: Las aventuras de Lela Devin, de temática sadomasoquista. También ha aparecido en numerosos vídeos para Playboy y otras revistas como Bizarre, para la que actuó en el vídeo fetichista 'Stiletto Sluts' (Putas con tacones).
Dita ha participado en varios clips musicales, entre ellos Kiss your ass goodbye para Graveyard Farmers (Dita tuvo una relación sentimental con uno de los miembros de esta banda), en Ugly Boy de la banda Die Antwoord, Waiting for a girl like you, video que finalmente fue cancelado, el vídeo de Marilyn Manson para la canción Mobscene, en su copa de martini, Disintegration del grupo Monarchy donde también ponía voces, y en Up in the Air, de la banda Thirty Seconds to Mars.
El músico Marilyn Manson se fijó en ella tras su ruptura con la actriz Rose McGowan, comenzando una larga relación de siete años que acabó en matrimonio el 3 de diciembre de 2005 en un castillo en Irlanda propiedad del artista Gottfried Helnwein. La ceremonia fue oficiada por el escritor, dramaturgo y cineasta chileno Alejandro Jodorowsky, amigo de Manson. Colaborando para el videoclip de la banda del músico Mobscene del año 2003. Sin embargo, tras sólo un año de matrimonio, en enero de 2007, Dita solicitó el divorcio alegando diferencias irreconciliables, enviando a Manson los papeles del divorcio justo el día de su cumpleaños. Supuestamente estas "diferencias" no fueron otra cosa que el romance entre Manson y la actriz Evan Rachel Wood, aunque este aseguró que solo fue algo platónico hasta que Dita le presentó la demanda de divorcio.
Esta relación le dio a Dita mucha publicidad, incluidas varias apariciones en la televisión norteamericana, en el programa de Tyra Banks y en la versión americana de Supermodelo ('America's next top model'), entre otros. Además, Dita se convirtió de la noche a la mañana en un icono de la moda y en asidua de las pasarelas, y llevó sus espectáculos a las fiestas de marcas como Chopard o John Richmond. Desde entonces, Dita ha hecho publicidad para marcas como M.A.C., Peach John, Agent Provocateur, Coco de Mer, Audi TT, Cointreau, Vivienne Westwood, Frederick's of Hollywood, PETA y Wonderbra (para la cual diseñó lencería), entre otras.
Es asidua de los zapatos del diseñador Christian Louboutin, de gran reconocimiento por su famosa suela roja, y se la considera su musa.
En 2009 formó parte de la puesta en escena de Alemania en el Festival de Eurovisión en Moscú, acompañando a Alex Christensen y Oscar Loya que interpretaron el tema Miss Kiss Kiss Bang. Ese año fue la estrella invitada al Baile de la Ópera de Viena por el millonario Richard Lugner, que ya había invitado a este mismo baile a Paris Hilton o Pamela Anderson. 
En 2011, interpretó a Ellen Whitebridge en el episodio 12 de la temporada 11 en la serie de televisión, CSI: Crime Scene Investigation.
En 2013, apareció en el videoclip del sencillo "Up in the Air" de la banda de rock 30 Seconds to Mars, dirigido por Jared Leto bajo el seudónimo de Bartholomew Cubbins. Y en 2014 en el vídeo musical "Ugly Boy" de Die Antwoord.
También ha escrito dos libros, uno sobre burlesque y otro sobre fetichismo. La actriz puede contarse entre las personalidades que tienen una bebida que lleva su nombre; el 'Cointreau Teese', elaborado a base de Cointreau, jugo de manzana, limón y jarabe de violeta.
Estuvo relacionada con el actor Peter Sarsgaard, relación que terminó al tener este un romance con la modelo canadiense Shalom Harlow.

## Filmografía
- Pin-Ups Vol. 2
- Dita and Stacia: The living room
- Corset sisters
- Playboy's Girlfriends 2
- High On Heels
- Decadence
- Naked and Helpless
- Bound in Stockings
- Tickle Party Vol. 2
- Dita fetish goddess

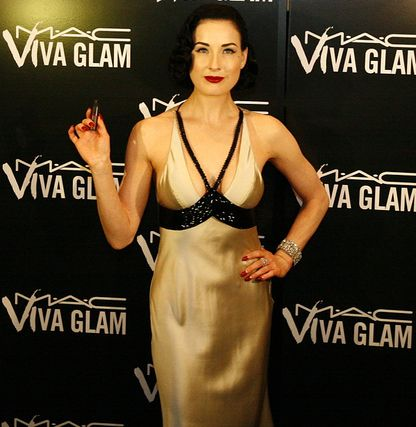
Dita durante la Sydney Fashion Week 2007.

- Slick City: The Adventures of Lela Devin
- Byte me: 20 Hottest Women on the Web
- Stiletto Sluts
- Playboy's Wet and Wild Live: Backstage Pass
- Fetish in Paradise: Kink in the Caribbean
- Vintage Dita
- Dita's dance
- Captured on camera (bondage)
- Dita in Rubber
- Dita and Stacia: The kitchen
- Erotic fantasy party
- Dita's mischievous maid
- Dita's intimate moments
- Saint Francis
- Matter of Trust
- Romancing Sara
- Blooming Dahlia (corto)
- Death of Salvador Dalí (corto)
- Lest we forget: the video collection
- Dita: behind closed doors
- Dita strip teases